# James Freer
James Freer (* 4. Januar 1855 in Bristol; † Dezember 1933 in Winnipeg) war ein kanadischer Film-Pionier.

## Leben
James Freer wurde im englischen Bristol geboren. Freer war zunächst Zeitungsreporter und wanderte 1888 nach Manitoba (Kanada) aus. Dort ließ er sich als Farmer im Süden von Brandon nieder. Im Jahr 1897, nur kurze Zeit später als die Brüder Lumière, die 1895 einen der ersten Filme in Frankreich dem Publikum vorgeführt hatten, wurde Freer der erste kanadische Filmemacher. Er drehte Filme über die kanadische Prärie, wobei er sich auf Landwirtschaft und Züge spezialisiert hatte. Die Canadian Pacific Railway Company, die von Freers Filmen Kenntnis bekam, zeigte diese auf einer Tour durch das Vereinigte Königreich, um die Einwanderung nach Kanada zu fördern. Der Film Ten Years in Manitoba (Zehn Jahre in Manitoba) wurde auf den britischen Inseln im Jahr 1898 gezeigt.
Die Aufführungen waren so erfolgreich, dass 1902 eine zweite Tour mit Freers Filmen stattfand. Diese sponserte Sir Clifford Sifton, der kanadischen Innenminister, der die Einwanderung in den kanadischen Westen, vor allem aus englischsprachigen Ländern, eifrig unterstützte. Diese Tour war jedoch weniger erfolgreich, da bekannt wurde, dass Freer in seinen Filmen die Moskitoplage und die kalten Winter in Manitoba verharmlost hatte.
Damit endete Freers Filmkarriere. Danach arbeitete er für die Zeitung Winnipeg Free Press. Im Jahr 1933 starb er im Alter von 78 Jahren in Winnipeg.